# Rainer Söhl
Rainer Söhl (* 2. Oktober 1954 in Hamburg) ist ein deutscher Designer.

## Leben
Von 1972 bis 1975 besuchte Söhl die Fachoberschule für Gestaltung (Bereich Fläche/Plastik) in Bremen und studierte anschließend bis 1978 in Bremen Malerei und Plastik bei Hartmut Gierke und Karl Heinrich Greune an der Hochschule für Gestaltung und Musik.
Seit 1978 ist er freiberuflich tätig als Designer und Dozent u. a. für ARD, NDR III, Cartier, Bau + Boden, bautec, WohnData, BMW und Depfa.
Söhl bearbeitet öffentliche und private Aufträge und hatte Ausstellungen im In- und Ausland. Einige seiner Arbeiten sind im Besitz von Museen und Sammlungen.

## „Wirklichkeit der Visionen“
„Rainer Söhl trachtet in seiner „reinen Malerei“ nach neuen Dimensionen der Wahrnehmung. Wie sehen, wie erfahren wir Wirklichkeit? Auf diese Frage lenkt er uns. Er möchte unser Wahrnehmungsvermögen sensibilisieren. 
So bringt er Bruchstücke von Wirklichkeit, eine Gestalt, einen Vogel, Landschaftsausschnitte, Pflanzen, eine Kugel in neue, von ihm erfundene aufgespürte oder erdachte mehrschichtige Bild- und Sinnzusammenhänge. „Malerei ist nicht eine Paraphrase der fotografischen Wirklichkeit.“
Die Anstöße sind oft buchstäblich merkwürdig. So assoziiert Söhl Motive der Mythologie mit kosmologischen Visionen, der Natureindruck von Wolken, inspiriert ihn zu den dramatischen „futuristischen Projektionen“. Das Malen als künstlerischer Prozess und die Sinnenfreude beim „Erlebnis Malerei“ büßen dabei aber gegenüber der metaphysischen Reflexion nichts ein.
Rainer Söhl, firm in der Beherrschung der traditionellen Maltechniken, liebt das Experiment. Gern bedient er sich der Collage und der Übermalung. Er appliziert mancherlei Werkstoffe, streut Pigmente und färbt Materialien ein.
Das Prinzip Collage kommt, neben der zeichnerischen Prägung, häufig auch in der Bildkomposition zum Ausdruck (Siebdruckeinschübe, Texte, Texturen, Schriftzeichen, Zeichenschriften). Dies verstärkt die Vielschichtigkeit.“